# Журба Сергій Миколайович
Сергі́й Микола́йович Журба́  (нар. 14 березня 1987, Київ, Українська РСР, СРСР) — український футзаліст, захисник збірної України та «ХІТа» (Київ). Майстер спорту України міжнародного класу.

## Юність та клубна кар'єра
Почав займатися футболом завдяки старшому брату через що постійно грав з його ровесниками. У 9 років пройшов відбір у школу київського «Динамо». Серед декількох десятків дітей відібрали лише двох - Сергія Журбу і Михайла Гера. Перший тренер Олег Володимирович Спічек. Займався у динамівській школі з 9 до 13 років після чого його віддали в іншу київську команду. У новій команді у молодого гравця не склалися відносини з головним тренером і він перейшов у щойно створену футзальну команду «Улісс», ставши там одним із перших учнів. Через деякий час команда виграла Кубок Києва, а на четвертий рік стала чемпіоном Києва. Після цього «Улісс» почав виступи у Першій лізі чемпіонату України.
Упродовж 2004-2007 років виступав за столичний першоліговий НУХТ, де за цей період забив 34 м'ячі у 28 іграх.
У лютому 2007 року відгукнувся на пропозиція президента ЛТК Юрія Шацького і приєднався до луганського клубу. Дебютував за нову команду 10 березня 2007 року у матчі проти донецького «Шахтаря». Дебютний гол за ЛТК забив 28 квітня 2007 року у ворота «Енергії» (Львів). Загалом за два сезони провів за «телефоністів» 59 ігор у Вищій лізі і відзначився 26 влучними ударами.
На початку серпня 2009 року підписав 3-річний контракт з харківським «Локомотивом». Журбою також цікавився і донецький «Шахтар», але керівництво ЛТК просило за гравця занадто велику суму, після чого продало Журбу харківському клубу майже в три рази дешевше. За неофіційною інформацією сума трансферу склала 30 тисяч доларів. Упродовж семи сезонів був основним гравцем «залізничників», здобувши з ними три чемпіонства і стільки ж Суперкубків України. Одного разу піднімав над головою Кубок України. Загалом провів за «Локомотивом» 184 матчі в рамках елітного футзального дивізіону України і забив 67 голів. 
На початку вересня 2016 року перейшов у київський «ХІТ», де відразу став одним із лідерів команди. За 8 сезонів у футболці столичного клубу здобув золоті нагороди чемпіонату в сезоні 2022/23, срібло Екстра-ліги у 2020 році та двічі приміряв бронзові медалі у 2019, 2021 роках. Також на його рахунку два Суперкубка України. Наразі посідає третє місце в списку кращих бомбардирів «ХІТа» в рамках Екстра-ліги - 89 м'ячів.
| Сезон     | Команда              | Турнір           | І   | Г  |
| --------- | -------------------- | ---------------- | --- | -- |
| 2004-2007 | НУХТ (Київ)          | Перша ліга       | 28  | 34 |
| 2007-2009 | ІнБев/ЛТК            | Вища ліга        | 59  | 26 |
| 2009-2016 | «Локомотив» (Харків) | Вища/Екстра-ліга | 184 | 67 |
| 2016-2025 | «ХІТ» (Київ)         | Екстра-ліга      | 222 | 89 |

Вища/Екстра-ліга: 465 матчів - 182 гола;
Перша ліга: 28 матчів - 34 гола

## Виступи за збірні

### Молодіжна збірна України
11 грудня 2007 року Журба дебютував за молодіжну збірну України на міжнародному турнірі «Санкт-Петербурзька осінь» у матчі проти чеських однолітків і одразу відзначився дебютним голом. Нападник зіграв у всіх матчах турніру, забивши 3 голи, причому у матчі проти збірної Санкт-Петербургу був визнаний найкращим гравцем української збірної..
Нападник регулярно викликався в збірну і відіграв усі матчі відбору до молодіжного чемпіонату Європи 2008 року, а у фінальній стадії турніру провів 3 матчі і забив 2 голи, чим допоміг молодіжній збірній виграти бронзові нагороди.

### Студентська збірна України
На ЧС-2008 завоював разом зі збірною України срібні нагороди.

### Національна збірна України
27 січня 2008 року у двадцятирічному віці дебютував у складі національної збірної України у матчі проти збірної Угорщини на міжнародному турнірі Кубок Фінпромко і одразу відзначився забитим голом. На даний момент із 28 м'ячами входить до топ-10 кращих бомбардирів збірної України з футзалу за всю історію.
| Рік    | М   | Г  |
| ------ | --- | -- |
| 2008   | 11  | 2  |
| 2009   | 2   | 0  |
| 2010   | 2   | 0  |
| 2011   | 16  | 4  |
| 2012   | 14  | 5  |
| 2013   | 10  | 2  |
| 2014   | 4   | 2  |
| 2015   | 7   | 1  |
| 2016   | 15  | 7  |
| 2017   | 7   | 2  |
| 2018   | 9   | 0  |
| 2019   | 9   | 2  |
| 2020   | 7   | 1  |
| 2021   | 9   | 0  |
| 2022   | 5   | 0  |
| Усього | 127 | 28 |

## Нагороди і досягнення

### Командні
«Локомотив» (Харків)
 Чемпіон України (3): 2012/13, 2013/14, 2014/15

 Срібний призер чемпіонату України (2): 2011/12, 2015/16

 Бронзовий призер чемпіонату України: 2010/11

- Володар Кубка України: 2015/16
- Фіналіст Кубка України (2): 2011/12, 2013/14
- Володар Суперкубка України (3): 2013, 2014, 2015

 ХІТ
 Чемпіон України (3): 2022/23, 2023/24, 2024/25
 Срібний призер чемпіонату України (1): 2019/20

 Бронзовий призер чемпіонату України (2): 2018/19, 2020/21

- Фіналіст Кубка України (3): 2019/20, 2020/21, 2022/23
- Володар Суперкубка України (2): 2017, 2023

 Україна (U-21)
 Бронзовий призер чемпіонату Європи: 2008 р.
 Студентська збірна України
 Чемпіон світу серед студентів: 2012

 Срібний призер чемпіонату світу серед студентів: 2008
 Збірна України
 Срібний призер Кубка Фінпромко (Єкатеринбург, Росія): 2008 р.

 Бронзовий призер турніру Гран-прі: 2008 р.

### Особисті
- Український футзаліст року (3): 2014[9], 2016[10], 2017[11]
- Найкращий гравець сезону в екстра-лізі: 2016/17[12]
- Потрапив у збірну першого кола Екстра-ліги: 2016/17[13]
- Учасник матчу всіх зірок Екстра-ліги: 2019[14]
- Найкращий гравець сезону в ЛТК: 2008/09[15]
- Найкращий гравець місяця за версією АФУ: жовтень 2016 р.[16]
- Найкращий гравець матчу Україна U-21 - Польща на ЧЄ-2008

## Статистика виступів

### Матчі за молодіжну збірну України
| 01. | 11-12-2007 | Росія    | Палац спорту «Ювілейний», Санкт-Петербург | Чехія U-21              | 4-0 | Турнір «Санкт-Петербурзька осінь» | 1 | ?   |
| 02. | 12-12-2007 | Росія    | Палац спорту «Ювілейний», Санкт-Петербург | Італія U-21             | 2-1 | Турнір «Санкт-Петербурзька осінь» | 0 | ?   |
|     | 13-12-2007 | Росія    | Палац спорту «Ювілейний», Санкт-Петербург | Санкт-Петербург (Росія) | 2-3 | Турнір «Санкт-Петербурзька осінь» | 1 | ?   |
| 03. | 14-12-2007 | Росія    | Палац спорту «Ювілейний», Санкт-Петербург | Росія U-21              | 1-6 | Турнір «Санкт-Петербурзька осінь» | 1 | ?   |
| 04. | 15-12-2007 | Росія    | Палац спорту «Ювілейний», Санкт-Петербург | Іран U-21               | 1-2 | Турнір «Санкт-Петербурзька осінь» | 0 | ?   |
| 05. | 23-01-2008 | Білорусь | Палац ігрових видів спорту, Гомель        | Білорусь U-21           | 3-0 | Товариський матч                  | 0 |     |
| 06. | 24-01-2008 | Білорусь | Палац ігрових видів спорту, Гомель        | Білорусь U-21           | 1-1 | Товариський матч                  | 1 |     |
| 07. | 08-04-2008 | Польща   | Муніципальний зал, Кросно                 | Румунія U-21            | 4-1 | Відбір до Євро-2008 U-21          | 0 | 25' |
| 08. | 09-04-2008 | Польща   | Муніципальний зал, Кросно                 | Литва U-21              | 6-1 | Відбір до Євро-2008 U-21          | 1 |     |
| 09. | 11-04-2008 | Польща   | Муніципальний зал, Кросно                 | Польща U-21             | 5-0 | Відбір до Євро-2008 U-21          | 0 |     |
| 10. | 26-11-2008 | Україна  | ?, Одеса                                  | Грузія U-21             | 5-2 | Товариський матч                  | 0 | ?   |
| 11. | 27-11-2008 | Україна  | ?, Одеса                                  | Грузія U-21             | 9-0 | Товариський матч                  | 0 | ?   |
| 12. | 08-12-2008 | Росія    | Палац спорту «Ювілейний», Санкт-Петербург | Нідерланди U-21         | 3-2 | Євро-2008 U-21                    | 2 |     |
| 13. | 17-02-2000 | Росія    | Палац спорту «Ювілейний», Санкт-Петербург | Казахстан U-21          | 3-0 | Євро-2008 U-21                    | 0 |     |
| 14. | 20-02-2000 | Росія    | Палац спорту «Ювілейний», Санкт-Петербург | Росія U-21              | 0-1 | Євро-2008 U-21                    | 0 | 40' |